# Топорков, Афанасий Яковлевич
Афана́сий Яковлевич Топорко́в (ок. 1727 - 1761) — один из первых русских артистов балета.

## Биография
В 1742 году окончил в первом выпуске балетную школу в Санкт-Петербурге и начал выступать в придворном балете. Через год стал исполнять ведущие партии. В 1752 году назначен придворным танцмейстером. Преподавал в балетной школе.

## Источник
- Ю.А. Бахрушин. История русского балета. Москва, Просвещение, 1977